# Minh Son Nguyen
Minh Son Nguyen (* 20. Oktober 1970 in Đà Nẵng, Vietnam) ist ein Schweizer Jurist.
Nguyen gelangte 1979 als Bootsflüchtling nach Malaysia und 1980 in die Schweiz. Er ist Professor für Migrationsrecht an der Universität Neuenburg und lehrt Ausländerrecht an der Universität Lausanne. Nguyen war mehrfach Gast bei Radio Télévision Suisse. 2017 veröffentlichte er mit Cesla Amarelle den ersten Gesamtüberblick über das Schweizer Migrationsrecht.